# De Adelaar (Voorst)
De Adelaar is een monumentale hallenhuisboerderij aan de Rijksstraatweg in de Gelderse plaats Voorst.
De boerderij die ook bekendstond als de hofstede aan de Natelt of Nattelt werd gebouwd in de 16e eeuw. Het dwarsgebouwde voorhuis werd in 1609 in opdracht van Evert van Lintelo (†1637) aan de boerderij toegevoegd. De wapenstenen met de wapens van Evert van Lintelo en van zijn tweede echtgenote Arnolda van Hoemen (†1653) bevinden zich in de zuidelijke gevel van het voorhuis. Via vererving en verkoop kwam de Adelaar in 1902 in het bezit van L.H.N. Bosch van Rosenthal.
Het voorhuis is voorzien van twintigruitsvensters met luiken. Bovende vensters aan de zuidzijde van het voorhuis lopen twee evenwijdige muizentandlijsten. Vier pinakels zijn aangebracht op de rand van de topgevel aan de zuidzijde. De noordzijde van het voorhuis heeft een puntgevel.
De boerderij is erkend als rijksmonument en werd in 1971 ingeschreven in het monumentenregister. De boerderij werd in 2003 verkozen tot mooiste boerderij van Gelderland. De boerderij wordt via een stichtingsconstructie verpacht. Op het terrein wordt een camping geëxploiteerd.